# 法蘭西島路面電車
法兰西岛有轨电车（法語：Tramway d'Île-de-France）是巴黎大众运输公司（RATP）和法國國家鐵路公司（SNCF）在巴黎和法兰西岛近郊经营的有轨电车服务，行走在巴黎环城及其近郊一带。和巴黎地铁、RER快铁、远郊铁路（Transilien）同为巴黎大区铁路运输的一部分。

## 舊路網（1855-1938）
在歷史上，地鐵出現前幾十年就已有大量的路面電車在巴黎運行。此路網於 1855 至 1938年在巴黎營運，在凡爾賽則一直營運至 1957年。
在此路網的發展史上，包括公交车总公司（Compagnie générale des omnibus，CGO）在內的許多公司採用了與時俱進的科技：起初是馬拉車，再來是蒸氣，隨後採用壓縮空氣，最後全線皆電氣化（但為美觀考量須避免懸掛電纜，因此採用了各種供電技術，如接點片及電纜溝等）。

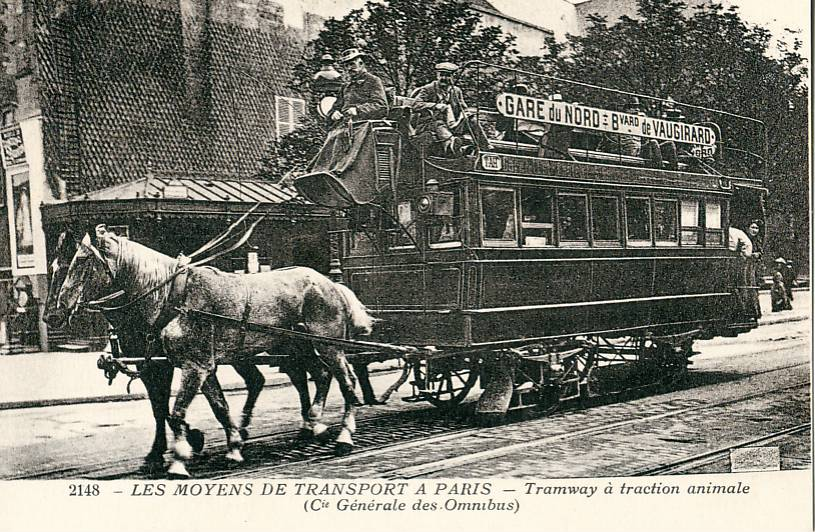
CGO的马拉车
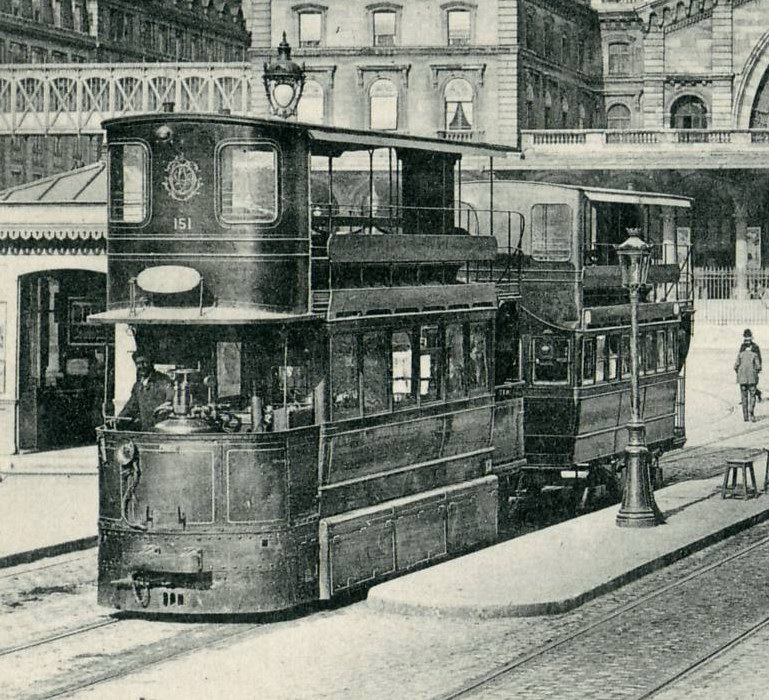
CGO的压缩空气车厢停靠在巴黎东站前
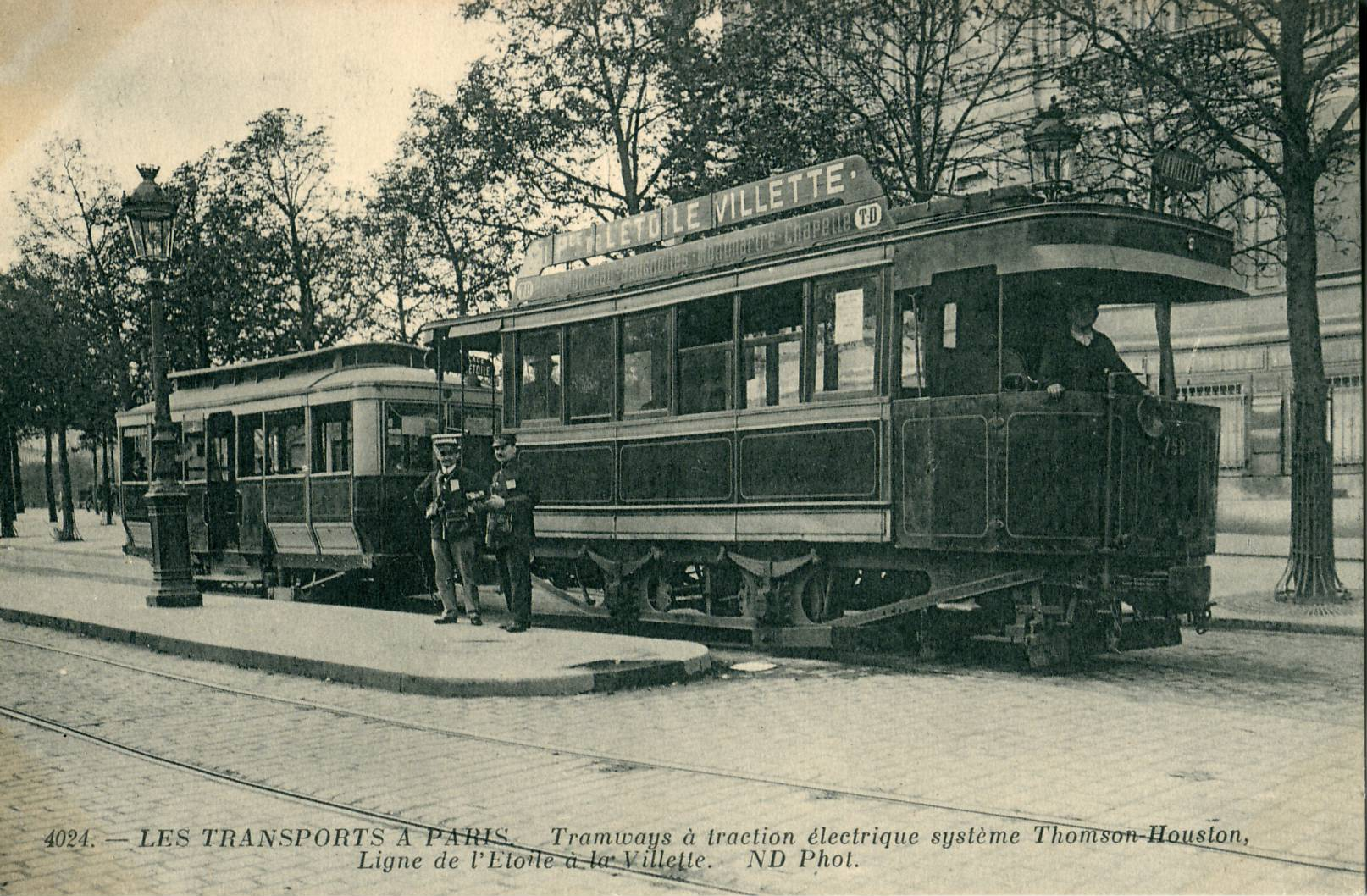
电气化的路面电车
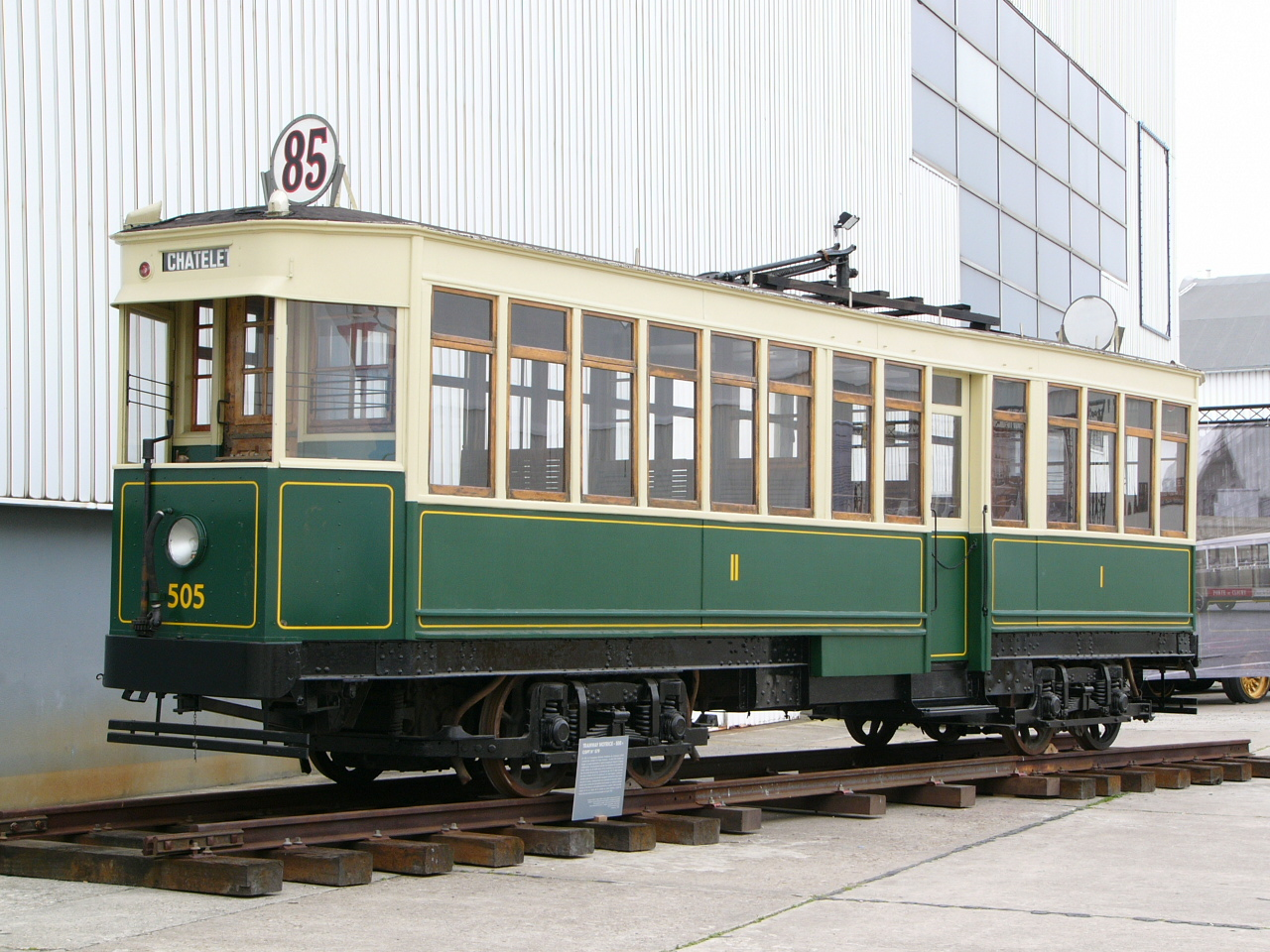
1907年的法兰西岛有轨电车
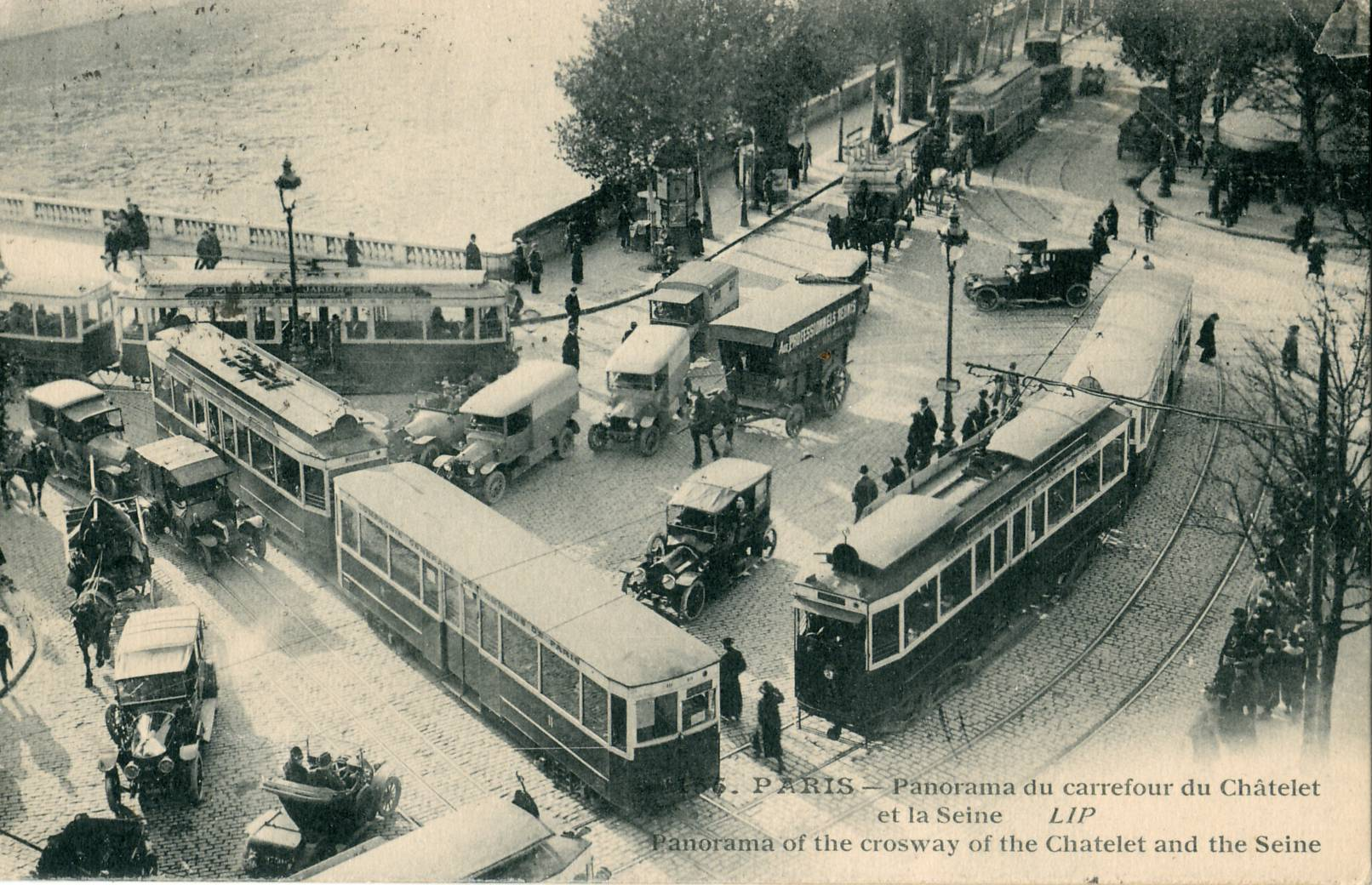
20世纪初的街头电车
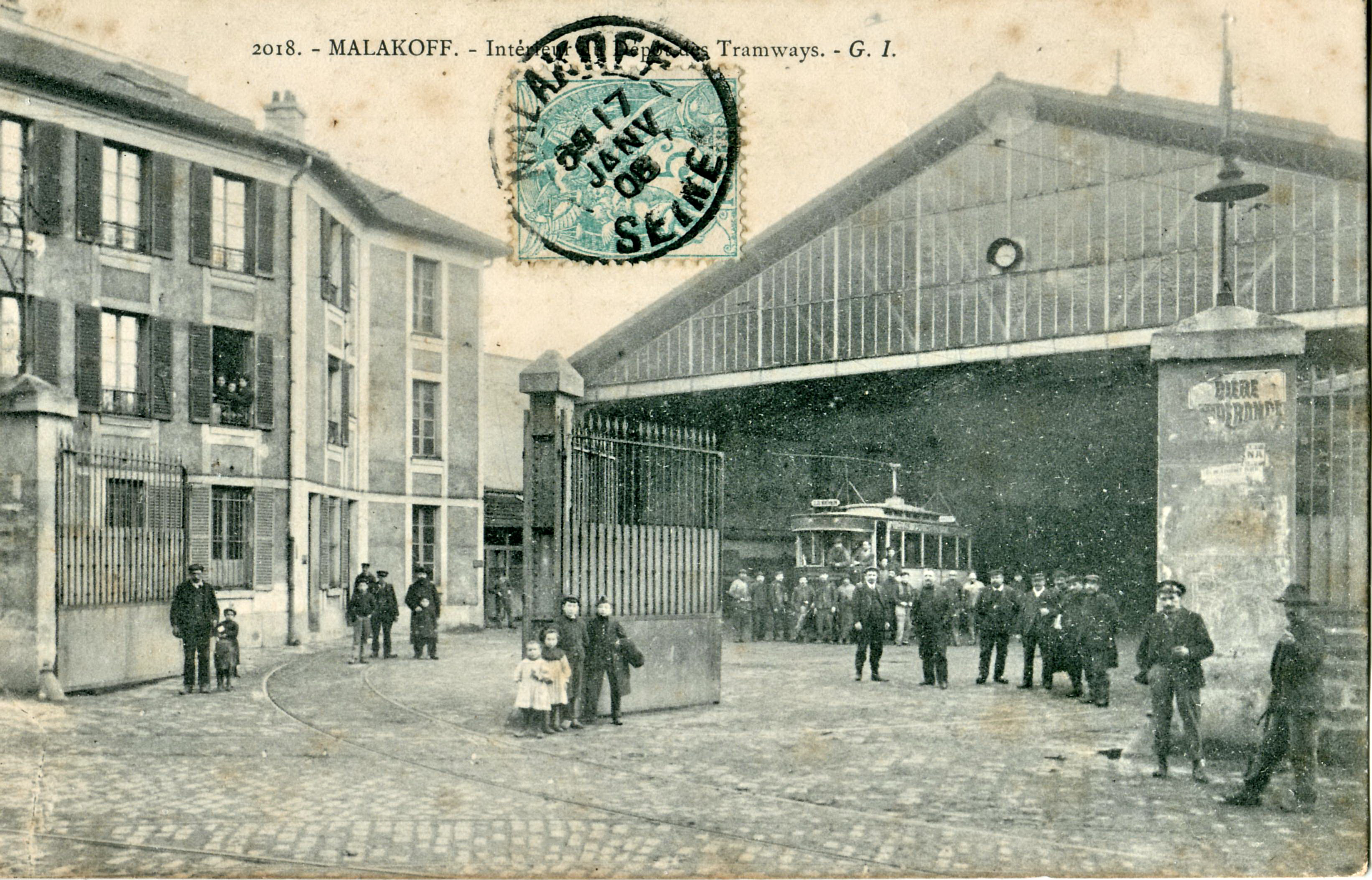
1906年，位于马拉科夫的电车车厂
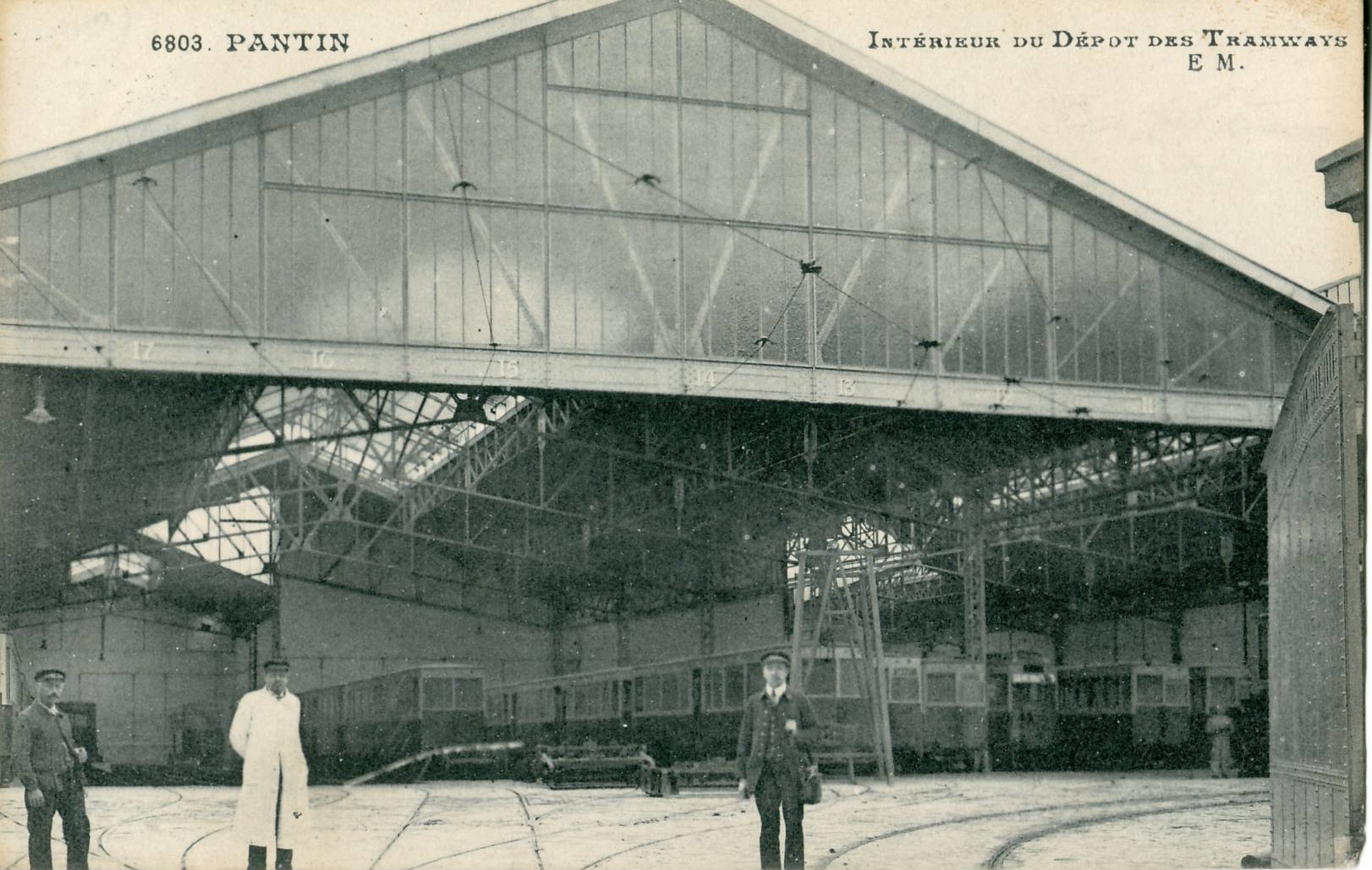
1921年，位于庞丹的电车车厂
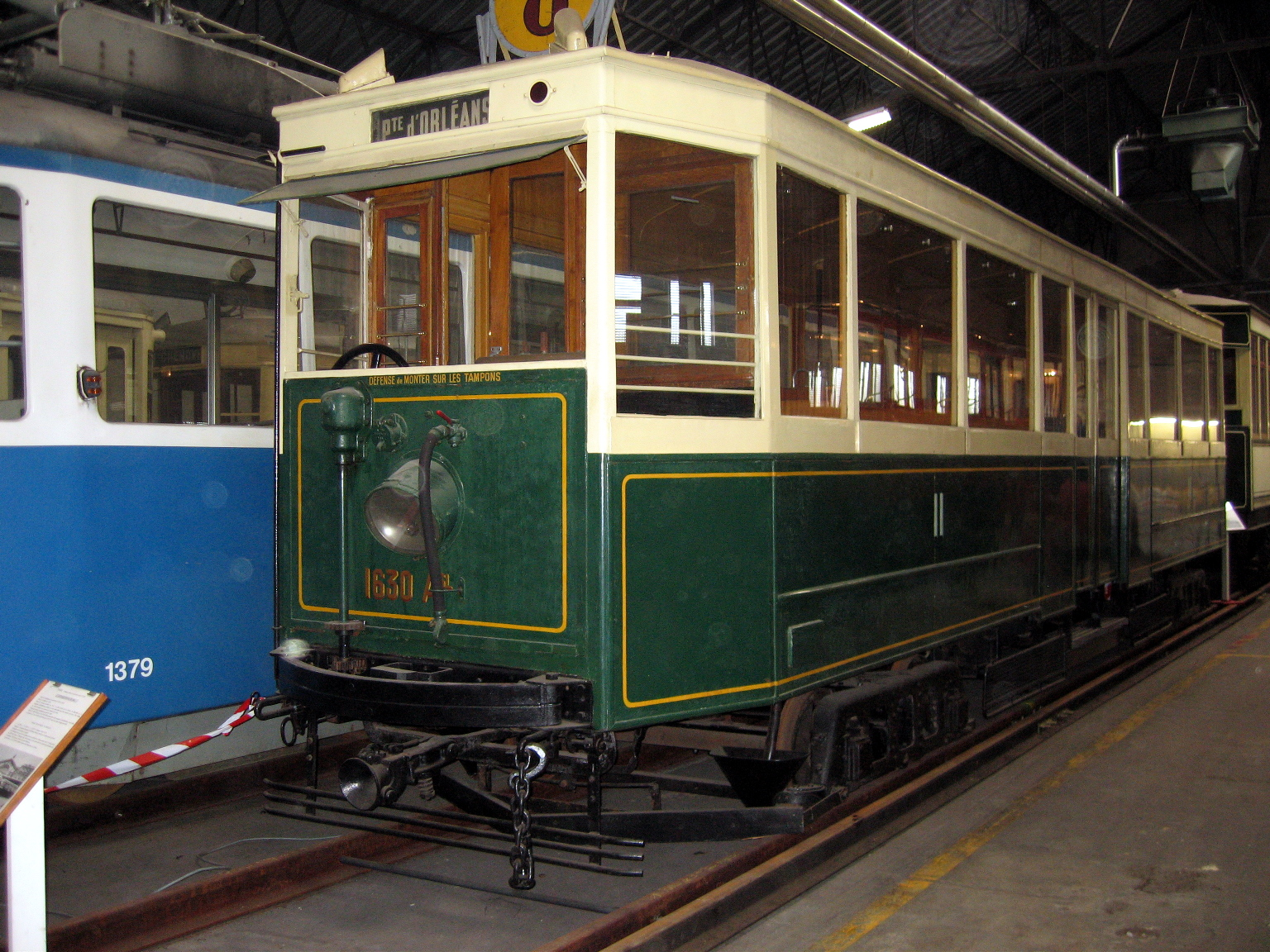
现今存放于博物馆的有轨电车

隨著其他路面交通興起，巴黎的路面電車網被視作汽車與其他大眾運輸工具發展的障礙，遂遭拆除。

## 新路網（1992迄今）
进入1960年代，迅猛增加的私家车使得巴黎交通拥堵问题越来越突出，修建路面电车再度引发人们的兴趣。1976年，法兰西岛规划办（SDRIF） 提议修建战略性轨道交通连接巴黎近郊, 以方便郊区之间的交通往来, 兼以减轻公路交通压力. 
次年，法兰西岛城市化治理研究院（IAURIF）接受了相关的研究任务，修建两条轨道交通线， 其中一条连接西部的拉德芳斯商业区（La Défense），和东北部的博比尼。经过研究，IAURIF提议修建有轨电车，基于其相对于公共汽车的高运量，相对于其它交通工具（特别是私家车）的低污染，自身的低噪音，对路面交通的低影响，使用车型低底板（便于残障人士上落车），以及相对于修建地铁的低成本，交通流量不足以修建地铁等诸多因素。 
之后经过运营成本和经济效应的比较，电车方案被采用，并于1983年提交，1989年，路面电车1号线开始动工兴建，并于1992年建成通车。此后又有多条路面电车线路投入使用：

### 1号线

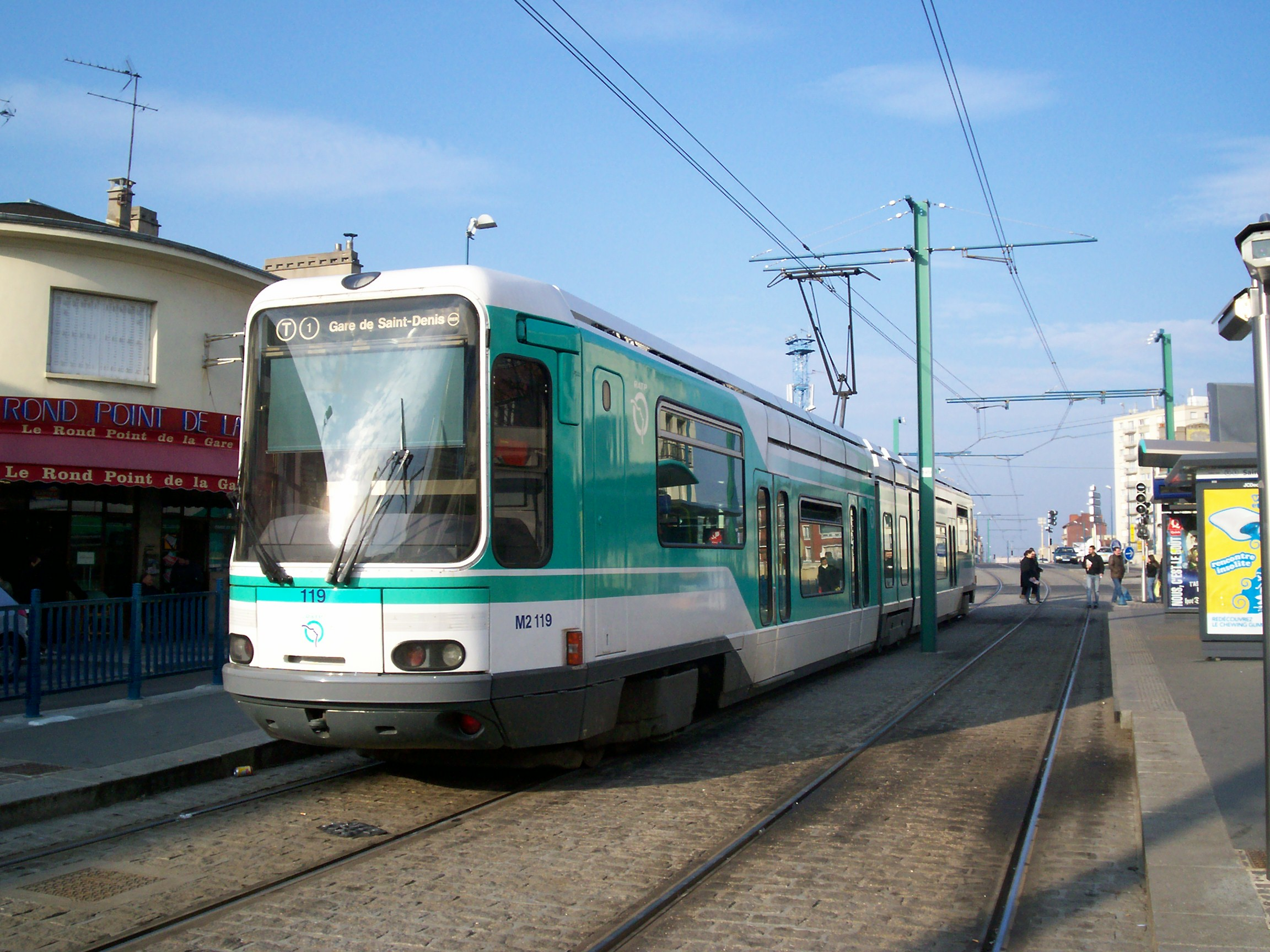
电车1号线

1号线穿越巴黎北部的塞纳-圣但尼省，連接西北郊的塞纳河畔阿涅尔（Asnières-sur-Seine）與东北郊的努瓦西勒塞克，1992年投入使用。目前1号线共计17.9公里，37站。1号线目前使用法兰西标准电车（Tramway français standard， TFS），年客流量2930万。向西延伸路线正在建设。

### 2号线

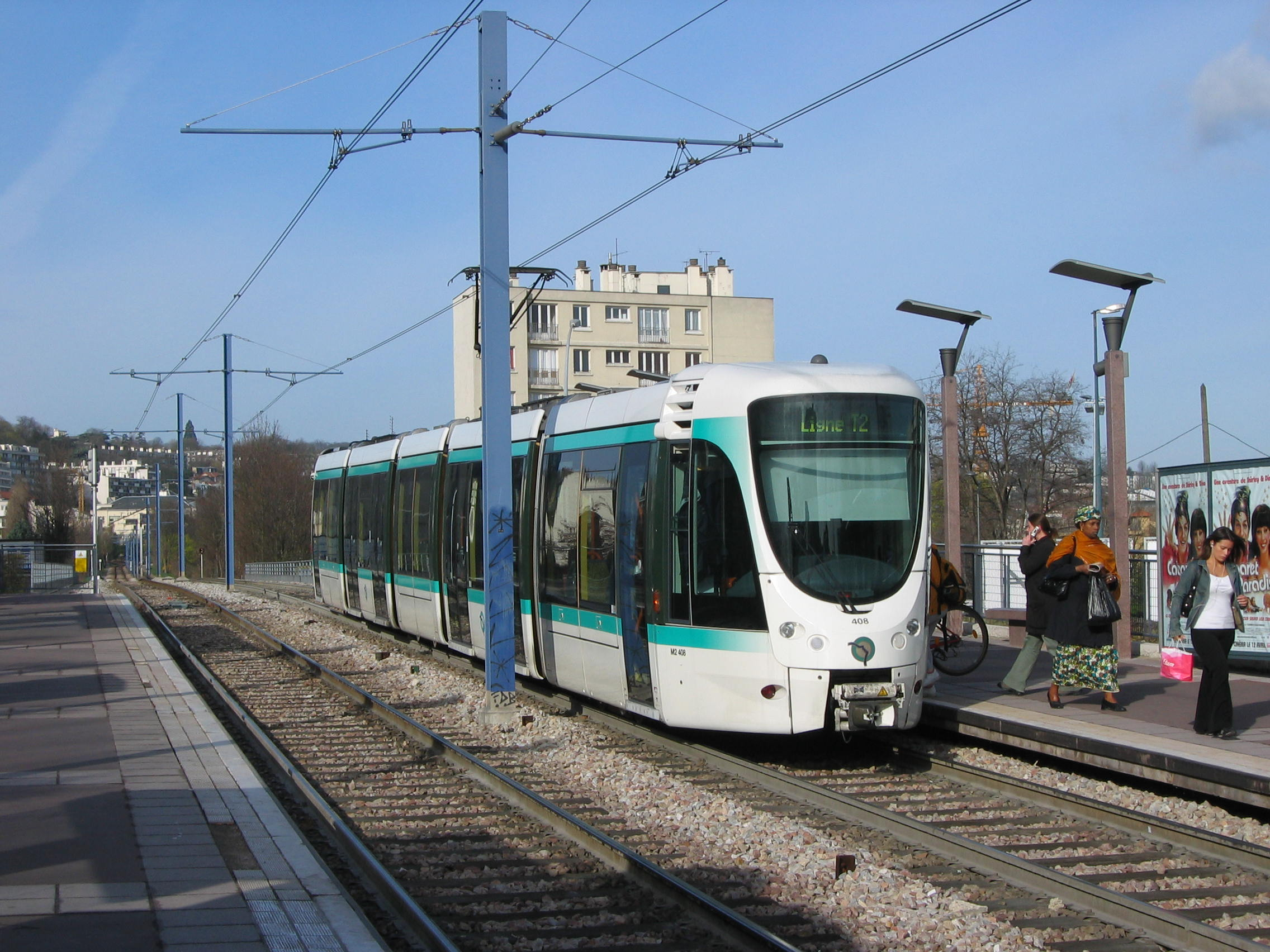
电车2号线

2号线于1997年通车，亦稱作塞纳河谷电车（Tram Val de Seine），它位居巴黎西郊塞纳河谷地，連接巴黎西北郊的数个城镇、拉德芳斯商业区與凡尔赛门（Porte de Versailles）。不同于1号线，2号线很大一部分在整修後的國鐵旧线穆里诺线（Ligne des Moulineaux）上運行。其中，伊西萊穆利諾（Issy-les-Moulineaux）和凡尔赛门之间的路段作为该线的第一次延伸。不过，该延伸段原先計畫走巴黎环城铁路（Ligne de Petite Ceinture）的舊軌道，最後由于环境原因改採現案。
目前，该线共计17.9公里，24站，使用西塔迪 302型电车（Citadis 302），年客流量1990万。从2005年起，为了应对每日80,000人的客流量，所有的电车可以重联运行。

### 3号线a线

T3a和T3b線地圖。

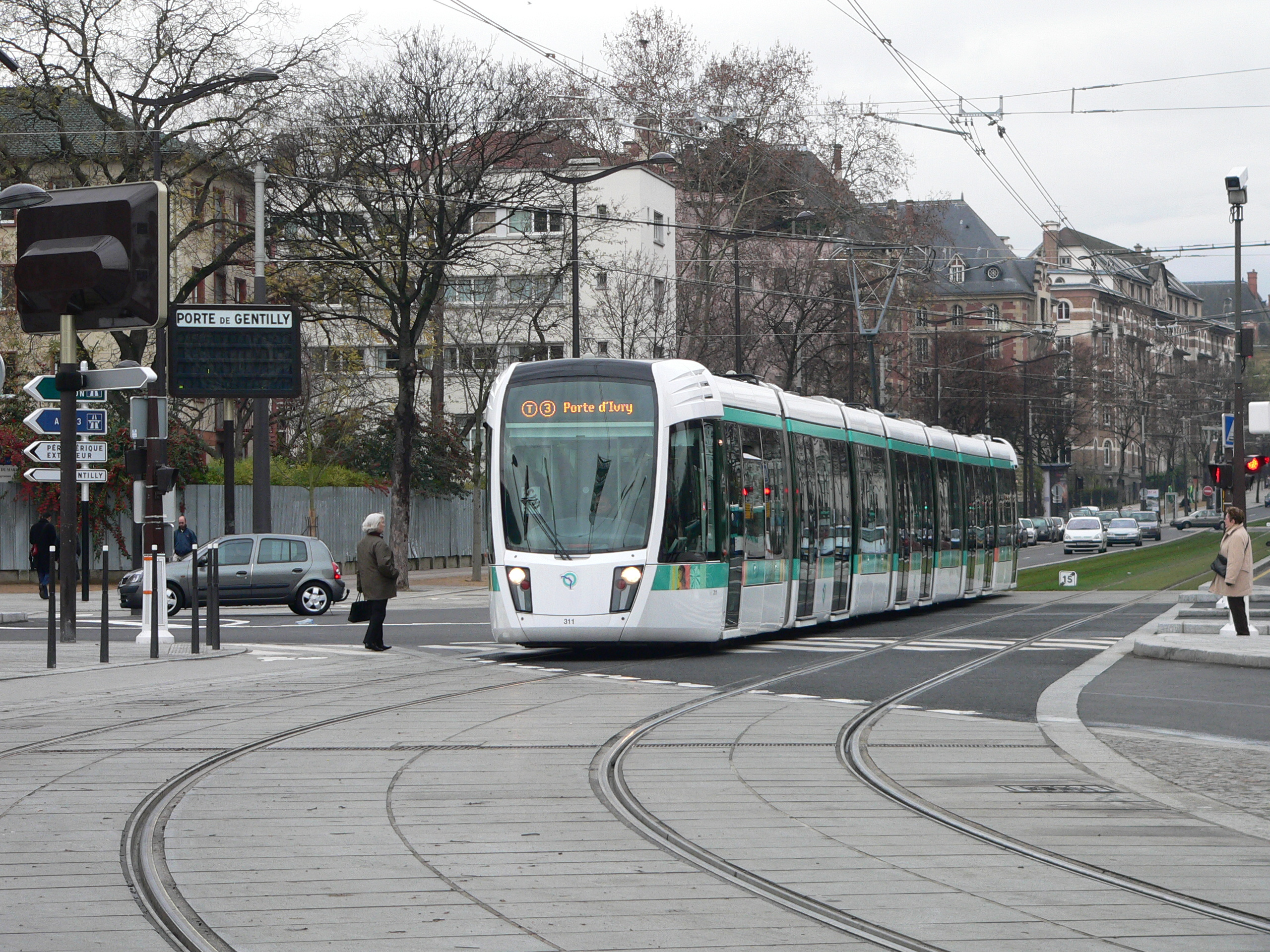
电车3号线

3号线于2006年12月16日通车，亦稱作元帅大道电车（Tramway des Maréchaux），因為它行走在巴黎城南的元帅大道（Boulevards des Maréchaux），它連接了加里利亚诺桥（巴黎十五区西南側）與万塞讷門（巴黎东部）。
3号线使用西塔迪 402型电车，年客流量预计2500万，日運量估計在100,000人左右，僅約一條巴黎地鐵短線的一半運量，但顯然與T1與T2的運量相稱。该线在2012年底延伸至小教堂門（Porte de la Chapelle），不过由于延伸过长，其中一段于2012年独立成3号线b线运行，剩余路线则是3号线a线，目前3号线a线共计12.4公里，25站。

### 3号线b线

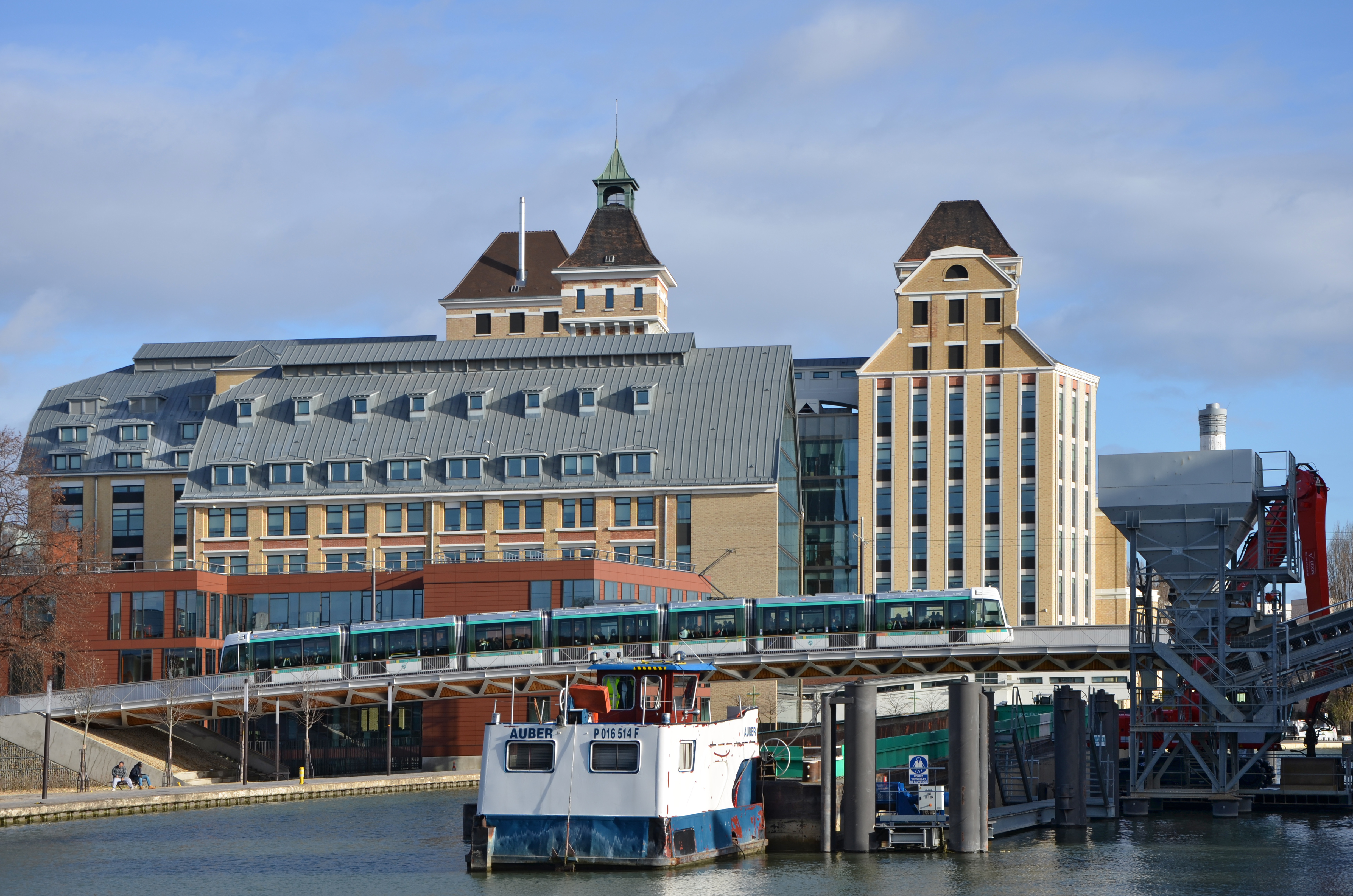
电车3号线b线

3号线b线是2012年从3号线独立出来的一条线路，从3号线东延段上的万塞讷门（Porte de Vincennes）出发向北至巴黎市区北部的小教堂门于2012年底通车。随后于2018年延长到阿尼耶门，2024年延长到太子門。目前3号线b线共计17.5公里，33站。

### 4号线

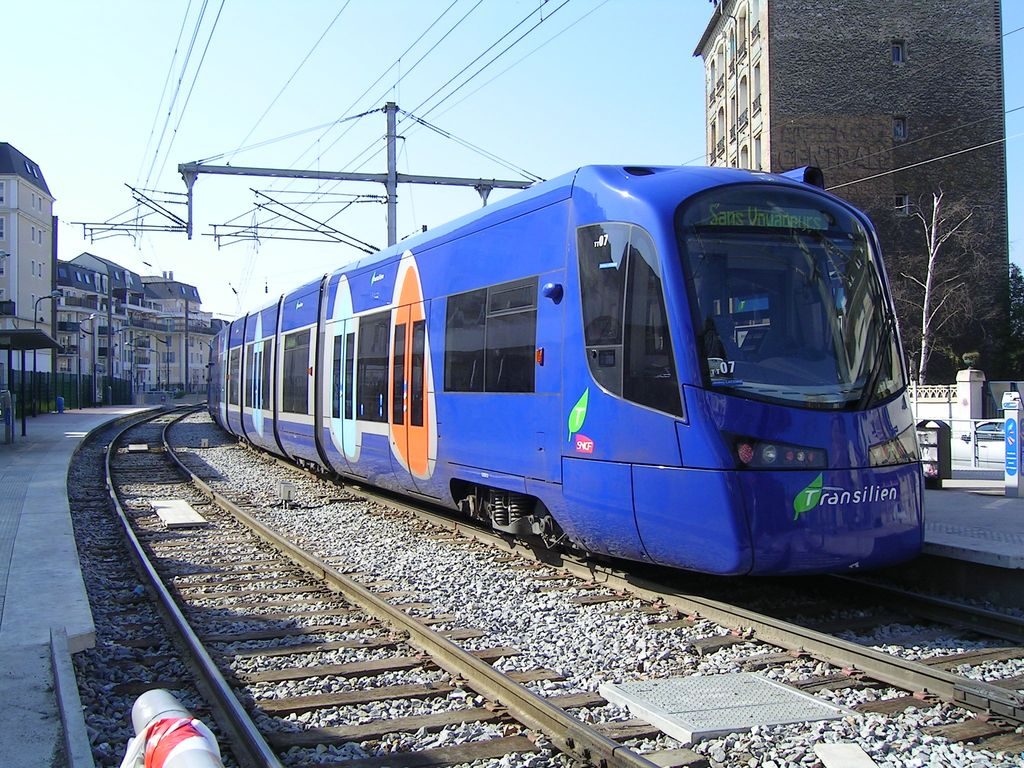
电车4号线

4号线于2006年11月18日通车，不同于以上4条线，4号线由法國國鐵运营，连接东北郊的欧奈苏布瓦和邦迪。目前目前4号线共计13.3公里，20站，使用U 25500型电车，年客流量约1300万。4号线的前身是国铁的一条郊区铁路，名为蛋杯线（Ligne des Coquetiers）。因为穿越过多的平交道口，运营不便，最后被转变为有轨电车。

### 5号线

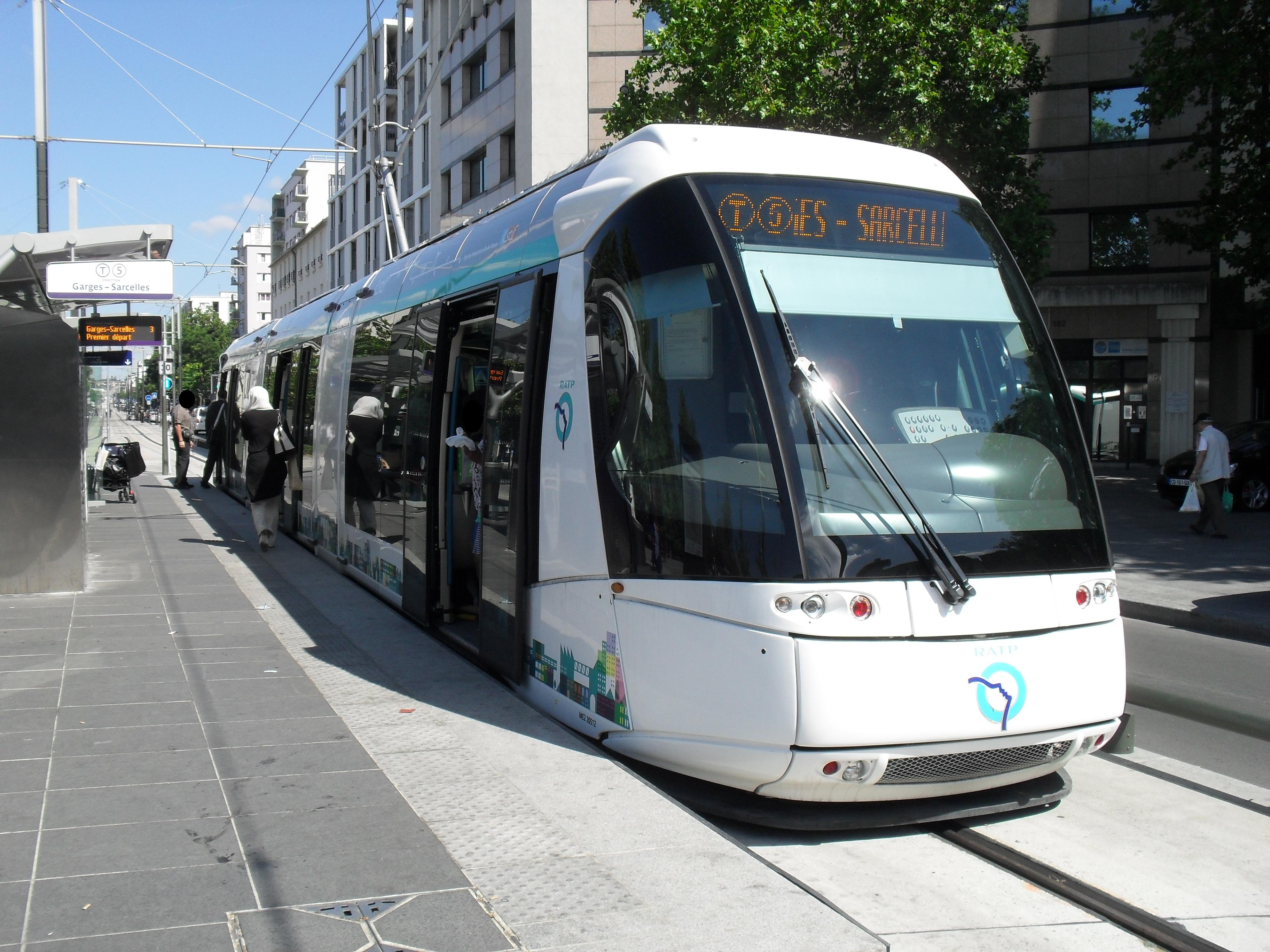
电车5号线

5号线又名 ”TCSP-RN1“，连接北部的圣但尼和加尔日莱戈内斯，共计6.6公里，16站， 于2013年7月29日通车。不过，该线采用目前富有争议的导向巴士系统。

### 6号线
6号线原名 ”T8“，将行走巴黎西南郊，将连接地铁13号线的沙蒂永-蒙魯日站（Châtillon - Montrouge）和法蘭西島區域鐵路圣拉扎尔线的维罗夫莱右岸（Viroflay - Rive Droite），共计14公里，21站，于2014年12月13日完工。2006年2月对公众发布线路资讯。该线同样采用导向巴士系统。

### 7号线

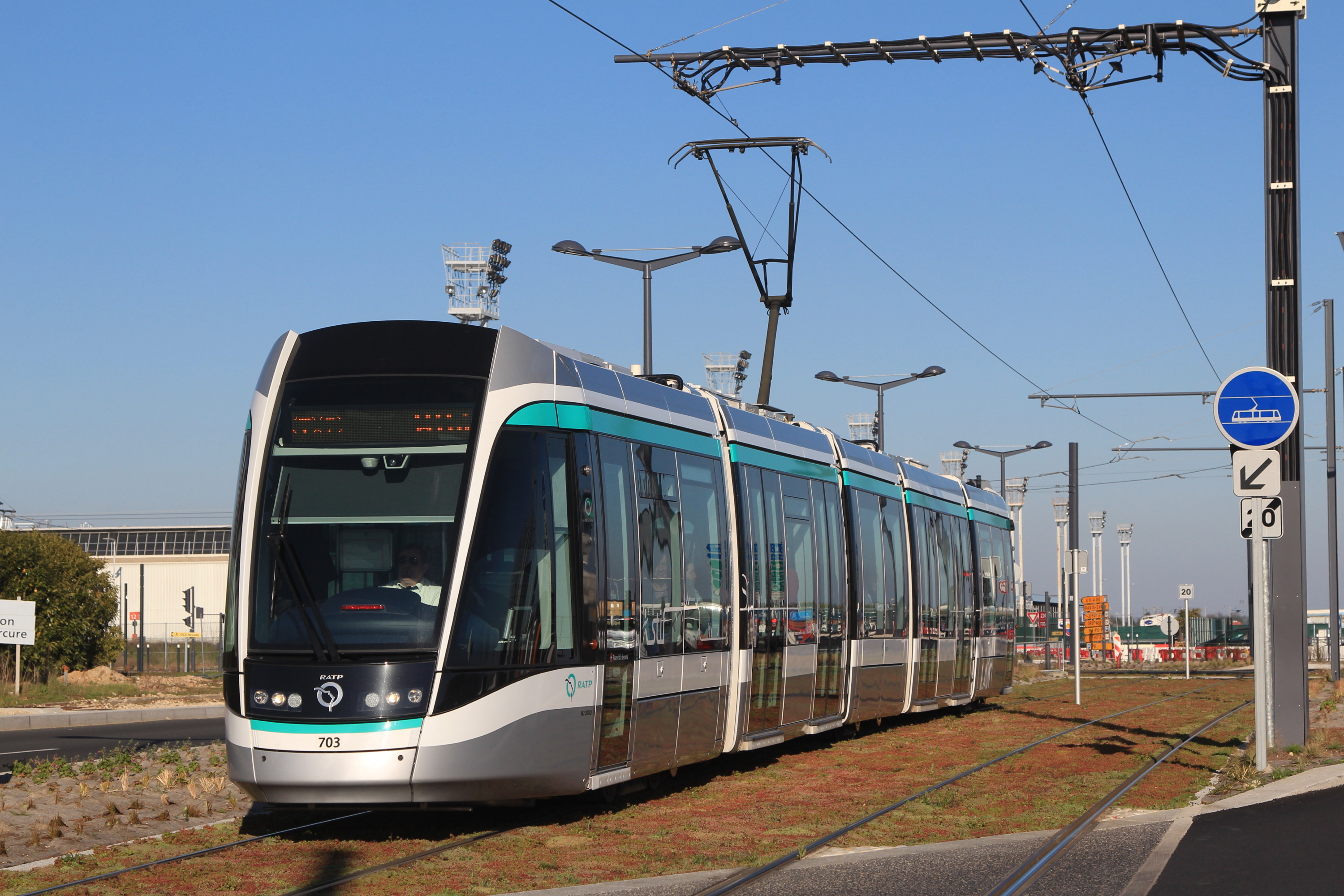
电车7号线

7号线连接巴黎南郊巴黎地铁7号线终点维勒瑞夫和南部远郊的阿蒂斯蒙斯，共计11.2公里，18站，于2013年11月16日通车。向南延伸路线正在建设。

### 8号线
8号线原名 ”Tram'y“， 意为该线将有分叉，连接北部的圣但尼和维勒塔讷斯、塞纳河畔埃皮奈，共计8.46公里，17站，2007年12月对公众发布线路资讯，2014年12月16日完工。

### 9号线
9号线将连接巴黎东南部的巴黎地鐵7號線舒瓦西门（Porte de Choisy）和巴黎东南郊的奥利，行走5号省道，取代183路公交车。9号原定于2020年初通车，后因新冠疫情延期至2021年4月10日全线通車。

### 10号线
10号线将连接巴黎南郊的安东尼地區RER B線贝尔尼十字架站和巴黎西南郊的克拉马，以缓解该地区缺乏公共交通的状况，約6.8公里、13站，于2023年6月24日完工开通。

### 11號快線

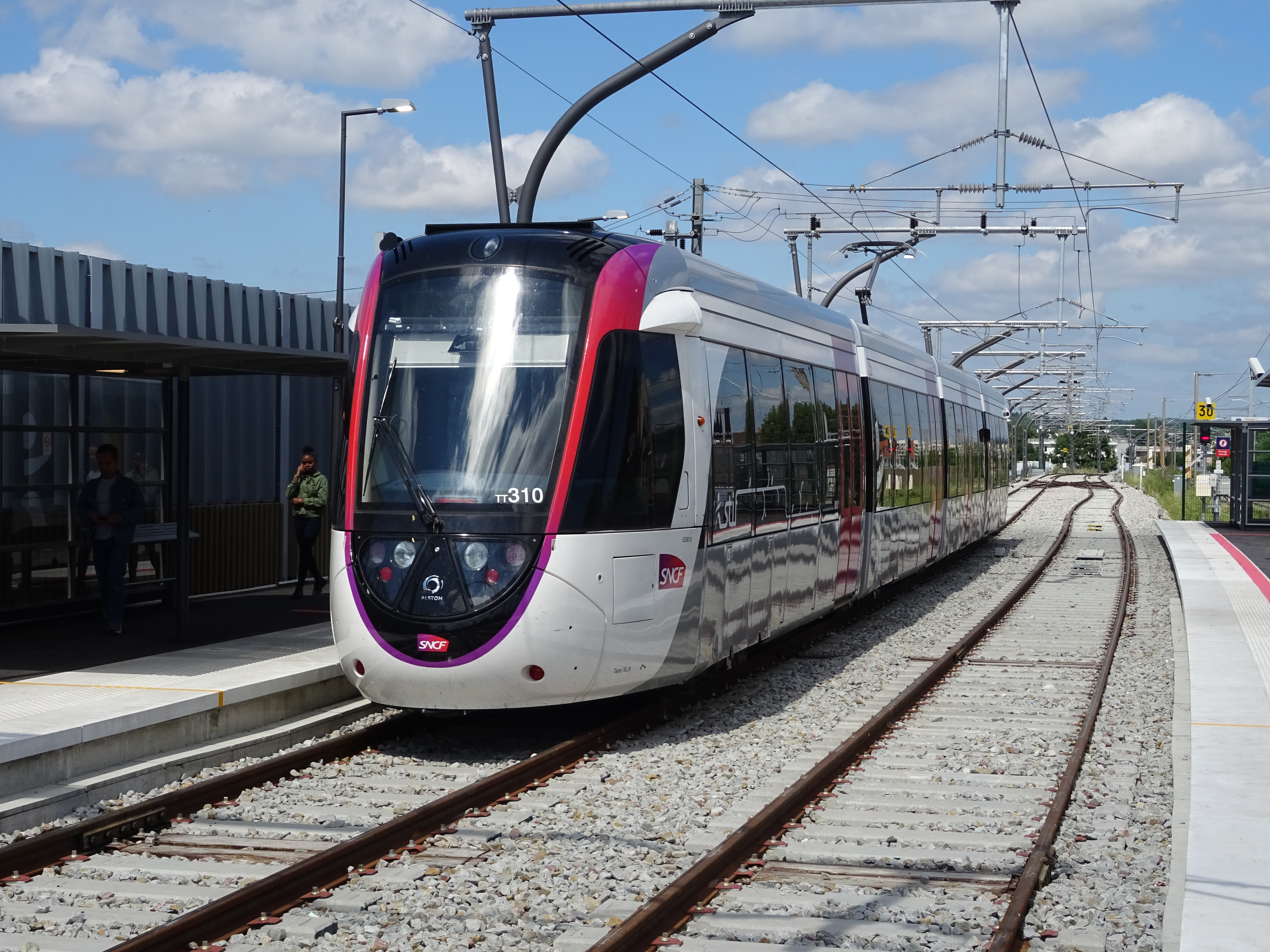
位於11號線上塞纳河畔埃皮奈站的阿爾斯通Citadis Dualis列車

原称快速電車北線，巴黎北郊的一条有轨电车线路, 属于法兰西岛远郊铁路Transilien，與1-10號線不同，名稱冠上"Express"。连接西北郊的萨特鲁维尔和东北郊的努瓦西勒塞克，共計18公里，14站，于2017年7月1日通車。11號快線两端都有延伸计划。

### 12号快線
原称快速電車南線，12号线连接RER D線埃夫里-库尔库罗讷站和RER B、C線马西-帕莱索站，长20.4公里、16站，已于2023年12月10日开通。

### 13號快線
原称快速電車西線，巴黎西郊的一条有轨电车线路, 属于法兰西岛远郊铁路Transilien，與1-10號線不同，名稱冠上"Express"。连接RER A線圣日耳曼昂莱站與RER C線、法兰西岛大区列车圣西爾站，共計18.8公里，12站，于2022年7月6日通車。

## 计划中的路网

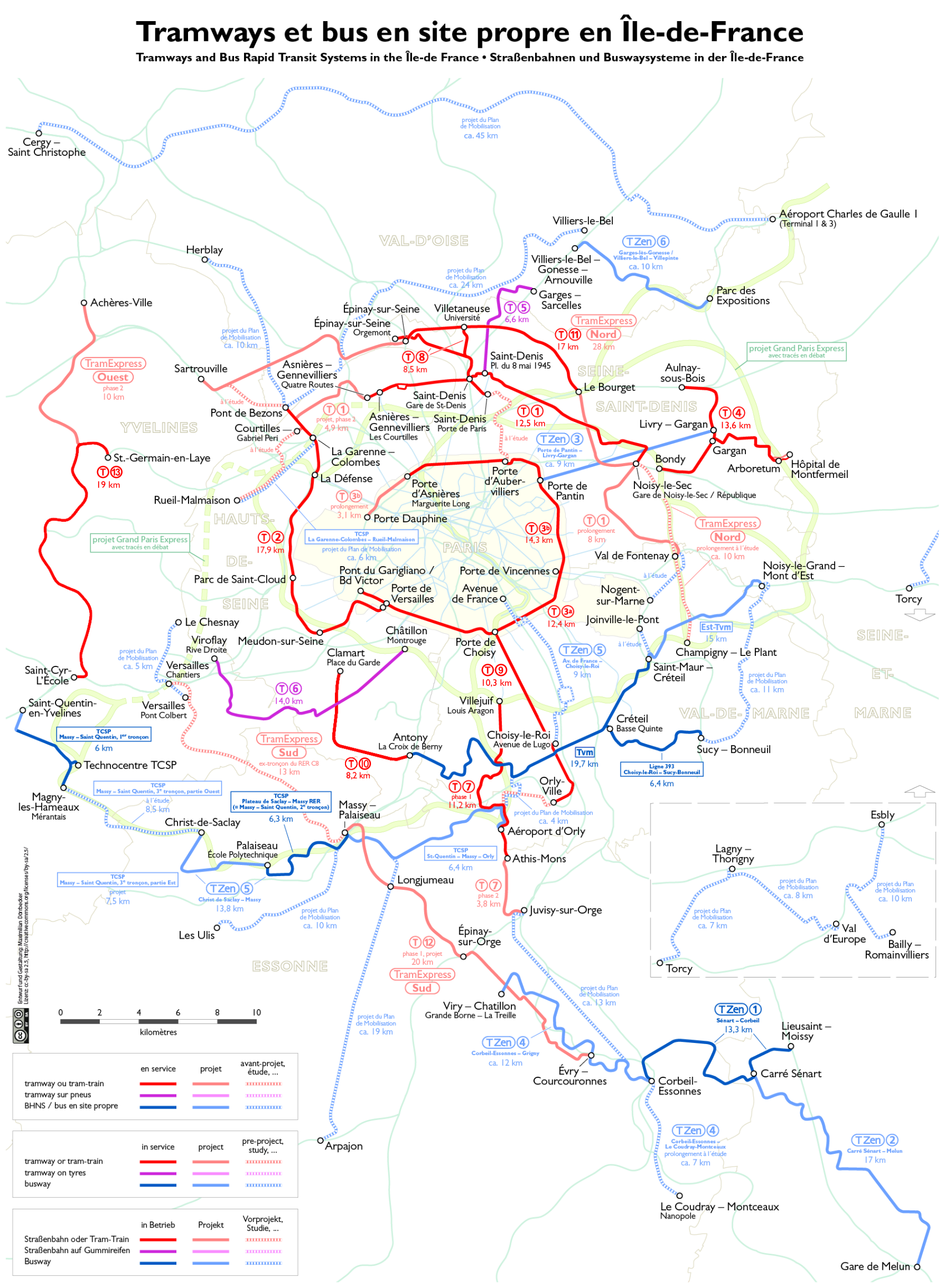
电车路网, 运行中与计划中

目前已有許多新路線在计划中，有一些已经向公众发布资讯，并且已经开始动工兴建。计划中的电车线路主要为了起到缓解交通堵塞的作用，而不是为了呈网络状覆盖法兰西岛郊区，因为法兰西岛的铁路交通已十分发达，修建电车只是起到互补作用。